# Bhaichung Bhutia
Bhaichung Bhutia (nacido el 15 de diciembre de 1976) es un futbolista indio retirado de ascendencia Sikkimese-Bhutia que jugó como delantero. Bhutia es considerado el portador de la antorcha del fútbol indio en el ámbito internacional. A menudo es apodado el Francotirador Sikkimese por sus habilidades de tiro en el fútbol. El tres veces jugador indio del año, I. M. Vijayan, describió a Bhutia como "un regalo de Dios para el fútbol indio". Bhaichung Bhutia tiene un hermano mayor llamado Chewang Bhutia. Chewang y Bhaichung fueron a un internado. Bhutia ha tenido cuatro hechizos en el equipo de fútbol de la I-League, East Bengal Club, el club donde comenzó su carrera. Cuando se unió al club inglés Bury en 1999, se convirtió en el primer futbolista indio en firmar un contrato con un club europeo y el segundo en jugar profesionalmente en Europa, después de Mohammed Salim. Posteriormente, tuvo un breve período de préstamo en el club de fútbol malayo Perak FA. Además de esto, jugó para JCT Mills, que ganó la liga una vez durante su mandato; y Mohun Bagan, que no logró ganar la liga una vez durante sus dos períodos, en su India natal. Sus honores futbolísticos internacionales incluyen ganar la Copa Nehru, la Copa LG, el Campeonato de la SAFF tres veces y la Copa Desafío de la AFC. También es el jugador más limitado de la India, con 104 partidos internacionales a su nombre, y en la Copa Nehru 2009 recibió su número 100 internacional. También es el segundo goleador internacional más joven de la India después de Jerry Zirsanga cuando anotó su primer gol contra Uzbekistán en la Copa Nehru de 1995 a la edad de 18 años y 90 días.
Fuera del campo, Bhutia es conocido por ganar el programa de televisión de realidad Jhalak Dikhhla Jaa, que causó mucha controversia con su entonces club Mohun Bagan, y por ser el primer atleta indio en boicotear el relevo de la antorcha olímpica en apoyo del movimiento de independencia del Tíbet. Bhutia, que tiene un estadio de fútbol que lleva su nombre en honor a su contribución al fútbol indio (el primer jugador que tiene ese honor mientras aún juega), también ha ganado muchos premios, como el Premio Arjuna y el Padma Shri.
En octubre de 2010, fundó las escuelas de fútbol Bhaichung Bhutia en Delhi en asociación con el fútbol de Carlos Queiroz y Nike. En agosto de 2011, Bhutia anunció su retiro del fútbol internacional. Su partido de despedida fue con el equipo nacional de India el 10 de enero de 2012 contra Bayern Múnich en el Estadio Jawaharlal Nehru, Delhi.

## Carrera de club

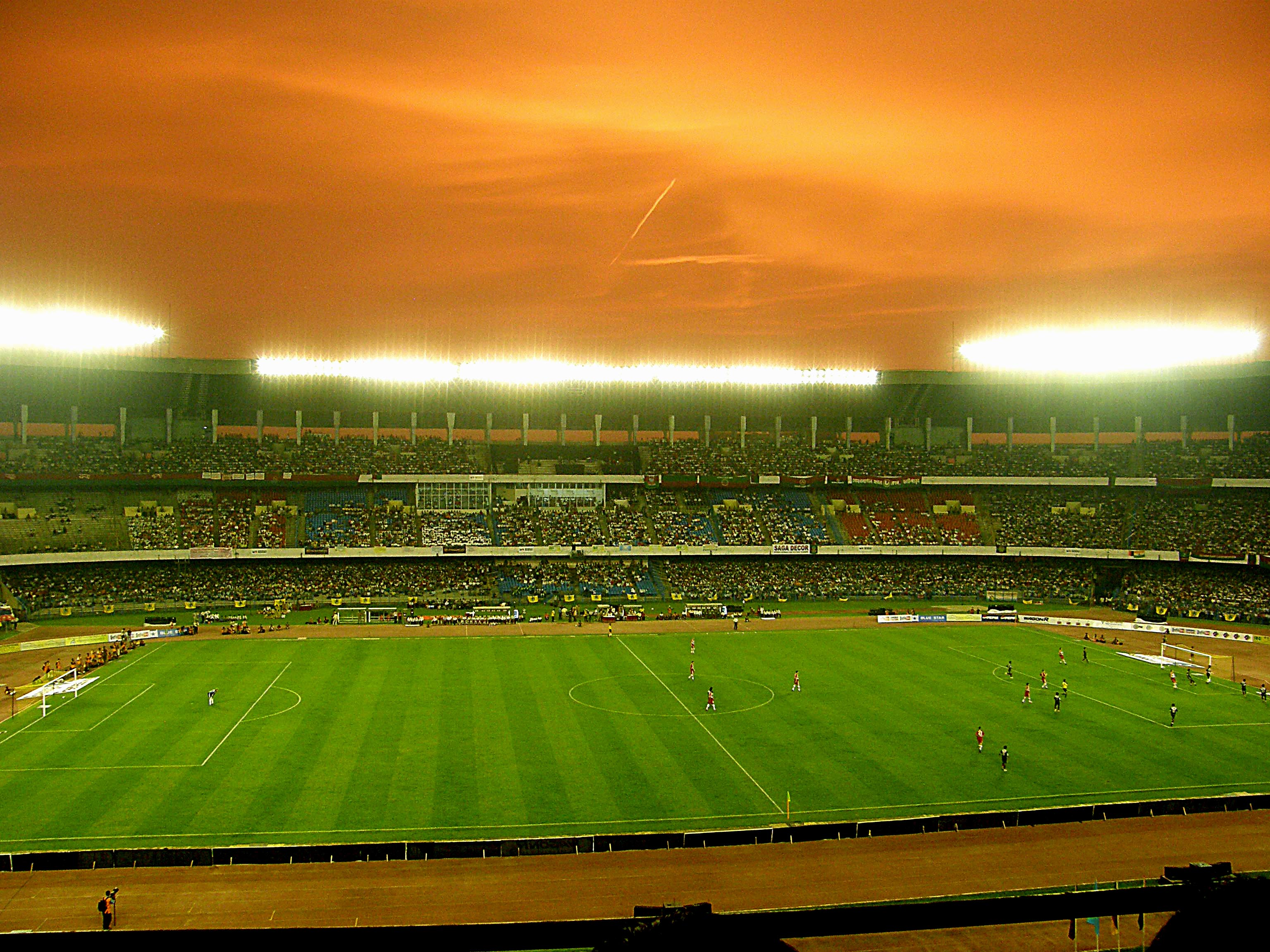
Yuva Bharati Krirangan, estadio local de East Bengal Club y Mohun Bagan.

En 1993, a la edad de dieciséis años, dejó la escuela para unirse al profesional East Bengal FC en Calcuta. Dos años más tarde, se trasladó a JCT Mills en Phagwara, que ganó la Liga Nacional de Fútbol de la India en la temporada 1996-97. Bhutia fue el máximo goleador de la liga y fue elegido para hacer su debut internacional en la Copa Nehru Fue nombrado "Jugador Indio del Año 1996".
En 1997, regresó a East Bengal. Bhutia tiene la distinción de anotar el primer hat-trick en el derbi local entre East Bengal y Mohun Bagan, cuando registró uno en la victoria 4-1 de East Bengal en la semifinal de la Copa de la Federación de 1997. Se convirtió en capitán de equipo en la temporada 1998-99, durante la cual Bengala Oriental terminó segundo detrás de Salgaocar en la liga. Además, se convirtió en el jugador número 19 en recibir el Premio Arjuna en 1999, que entrega el Gobierno de la India a los atletas para reconocer sus "logros sobresalientes" en los deportes nacionales.

### Bury
Bhutia ha tenido oportunidades limitadas de jugar en el extranjero. El 30 de septiembre de 1999, viajó al extranjero para jugar para Bury en Gran Mánchester, Inglaterra. Se convirtió en el segundo futbolista indio en jugar profesionalmente en Europa después de Mohammed Salim. Al firmar un contrato de tres años, también se convirtió en el primer futbolista indio en firmar para un club europeo. Esto siguió a los ensayos sin éxito para Bhutia con Fulham, West Bromwich Albion y Aston Villa. Tuvo dificultades para obtener una visa y no pudo debutar, hasta el 3 de octubre de 1999 contra Cardiff City. En ese partido, llegó como sustituto de Ian Lawson y jugó un papel en el segundo gol de Bury, que fue anotado por Darren Bullock luego de que la volea de Bhutia fue desviada en su camino. El 15 de abril de 2000, anotó su primer gol en la liga inglesa en el juego contra Chesterfield. Una lesión recurrente en la rodilla lo limitó a solo tres juegos en su última temporada en Bury, y fue liberado después de que el club fuera puesto en la administración. Su última aparición fue una derrota por 3-0 ante Swindon Town el 27 de agosto de 2001.

### Regreso a India
En 2002, regresó a la India y jugó para el Mohun Bagan durante un año. Sin embargo, esto fracasó en gran medida ya que Bhutia se lesionó al comienzo de la temporada y no pudo volver a jugar esa temporada, perdiendo la única victoria de Mohun Bagan en el trofeo; la Copa de Oro de todas las aerolíneas. Posteriormente, regresó nuevamente al East Bengal, ayudándoles a ganar el Campeonato de Clubes de la ASEAN.
Bhutia anotó un gol en la final, una victoria por 3-1 sobre Tero Sasana, y fue nombrado el "jugador del partido". También terminó como el máximo goleador del Campeonato con nueve goles. Bhutia también anotó en el empate 1–1 contra Petrokimia Putra y anotó cinco goles en una victoria 6-0 contra Philippine Army en el mismo torneo.
Se inscribió para jugar en Perak FA, el club de campeonato de Malasia, de agosto a octubre de 2003 en préstamo y regresó al East Bengal para la temporada regular. Sin embargo, su paso por Perak FA terminó en una derrota por 3-1 contra Sabah FA en las semifinales de la Copa de Malasia, después de lo cual Bhutia se describió a sí mismo como el "villano de la pieza". En la temporada 2003-04, Bhutia anotó 12 goles mientras que East Bengal ganó la liga por cuatro puntos del Dempo, segundo clasificado. Durante la temporada 2004-05, Bhutia anotó nueve goles para el East Bengal, que terminó en el tercer lugar detrás del SC Goa y el campeón Dempo. Continuó jugando para el East Bengal hasta el final de la temporada 2005-06. En su última temporada allí fue galardonado con el "Jugador de la Liga Nacional de Fútbol" por la Federación de Fútbol de toda la India (AIFF) en una temporada en la que anotó 12 goles. A pesar de esto, East Bengal terminó subcampeón, por detrás de Mahindra United en la liga.

### Volver a Malasia
En 2005, Bhutia firmó con otro club de Malasia, Selangor MK Land. Hizo solo cinco apariciones, anotando un gol, ya que el club tenía problemas monetarios. Antes, recibió una oferta del entonces director del Home United, Steve Darby, pero rechazó la oferta. Más tarde, Darby reveló que no firmó a Bhutia porque la oferta que hizo fue menor a la que estaba recibiendo en la India en ese momento.
El 15 de junio de 2006, se unió a Mohun Bagan y formó una asociación de ataque con José Ramírez Barreto. Sin embargo, la temporada 2006-07 fue mala para Bhutia y Mohun Bagan, ya que terminaron octavos en la liga, solo una posición por encima del descenso. Durante la temporada 2007-08 (la liga ahora se conocía como la I-League), Bhutia anotó 10 goles en 18 partidos, y Mohun Bagan terminó un poco más alto en la liga en el cuarto lugar. Bhutia ganó al Jugador Indio del Año por segunda vez en 2008. Al ganar el premio, se convirtió en el segundo futbolista en ganar más de una vez; el otro fue IM Vijayan. En la temporada 2008–09 , a pesar de una racha de 10 victorias consecutivas, Mohun Bagan terminó en segundo lugar detrás de Churchill Brothers debido a una derrota final del día ante Mahindra United. Bhutia terminó la temporada con seis goles.
El 18 de mayo de 2009, Bhutia anunció que renunciaría a Mohun Bagan, debido al cuestionamiento de su compromiso futbolístico por parte de los funcionarios del club. Como resultado del incidente de Jhalak Dikhhla Jaa, Mohun Bagan lo suspendió durante seis meses. Se citó a Bhutia diciendo: "Es solo una estratagema mantenerme en Mohun Bagan durante otra temporada. Pero no volveré a jugar para ellos".

### East Bengal
Se informó que Bhutia firmó oficialmente para East Bengal el 22 de junio de 2009, en un contrato de un año, anunciando que terminaría su carrera como jugador en el club. Al firmar por el East Bengal, Bhutia declaró que era su regreso a casa: "Este es realmente mi regreso a casa. Este es el club desde donde comenzó todo y es aquí donde va a terminar". Sin embargo, la situación se complicó aún más, ya que el secretario general de Mohun Bagan, Anjan Mitra, dijo: "Nuestro contrato con Bhaichung es perfectamente legal y nos queda un año más". El abogado de Bhutia, Usha Nath Banerjee, respondió: "Dudo de la legalidad del contrato de Bagan. En cualquier caso, de acuerdo con las reglas de la FIFA y AIFF, un jugador mayor de 28 años es libre de elegir el club en el tercer año de su contrato". Bhutia y Mohun Bagan se reunieron el 17 de agosto en la sede de la AIFF para resolver sus diferencias con el secretario general de la AIFF, Alberto Colaco. El 29 de agosto, se anunció que el problema aún no se había resuelto y que el Colaco saliente estaba programado para reunirse con Bhutia el 30 de agosto. Sin embargo, no se llegó a ningún acuerdo, y el 5 de septiembre se nombró al exprocurador general adicional Amrendra Sharan para investigar la disputa. El 10 de septiembre, Bhutia presentó cargos de difamación, reclamando daños y perjuicios de ₹10 millones, contra Mohun Bagan por "tratar de empañar su reputación". Bhutia recibió un alivio provisional el 26 de septiembre, pero el caso entre Mohun Bagan y Bhutia está programado para continuar hasta que se llegue a un veredicto final. El 4 de noviembre, se reveló que Mohun Bagan se había acercado al organismo rector del fútbol FIFA para intervenir en la disputa con Bhutia.
El inicio de la temporada 2010-2011 sería sin Bhutia hasta finales de enero, ya que el equipo nacional indio se preparó y participó en la Copa Asiática de noviembre a enero. Aunque debido a las bajas que sufrieron las lesiones en los últimos meses, Bhutia cree que regresará la próxima temporada después de un descanso de tres meses y si alguna vez decide renunciar, lo haría desde el East Bengal.

### United Sikkim
En 2011, Bhutia se unió a United Sikkim como entrenador y director.

### Temporada final en East Bengal
El 12 de febrero de 2015, se anunció que Bhutia regresaría a East Bengal por última vez con un contrato de media temporada, luego de lo cual se retiraría del fútbol profesional. Se retiró de India en 2011 contra Corea del Sur en la Copa Asiática de la AFC. La temporada pasada, Bhutia dijo que deseaba retirarse con los colores rojo y dorado "una última vez".
"Pero no veo que eso suceda. Estoy realmente luchando con mi lesión de rodilla y no estoy en condiciones de jugar la Liga I de primer nivel para el Este de Bengala. Se puede decir que no volveré a jugar en el club", dijo Bhutia a los reporteros en el lanzamiento de la academia residencial del este de Bengala en el área de BA-CA en Salt Lake.

## Carrera directiva
El 13 de noviembre de 2012, Bhutia fue nombrado director interino de United Sikkim para reemplazar al belga Philippe De Ridder, luego de la fuerte derrota del club por 10-1 en un partido de la I-League contra Prayag United el 10 de noviembre de 2012 en el estadio de Salt Lake. En enero de 2018, previo al Trofeo Santosh, fue nombrado gerente de Sikkim.

## Carrera internacional

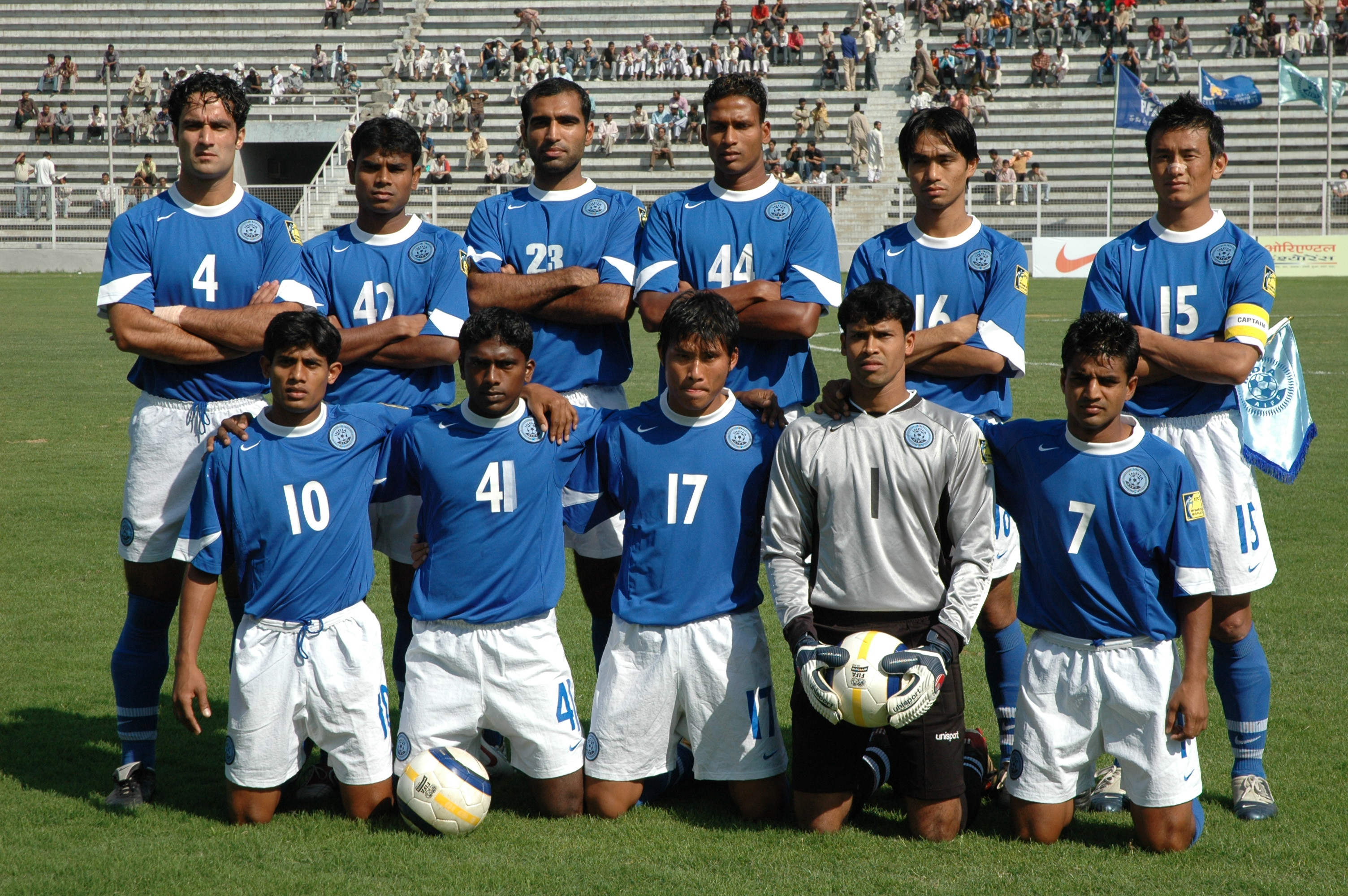
Equipo nacional de la India durante la clasificación para la Copa de Asia 2007. Bhutia de pie más a la derecha.

Bhaichung hizo su debut internacional en la Copa Nehru contra Tailandia a la edad de 19 años el 10 de marzo de 1995. Bhutia anotó para India contra Uzbekistán en la Copa Nehru de 1995, convirtiéndose en el goleador más joven de la historia de la India, con 19 años. En el Campeonato SAFF de 1997, India venció a Maldivas 5–1 en la final, Bhutia fue responsable de un solo gol. Dos años después, el torneo se celebró en Goa y la India defendió con éxito su título al vencer a Bangladés 2-0 en la final. Bhutia anotó el segundo gol para India luego de que Bruno Coutinho abriera el marcador y Bhutia fuera nombrado como el jugador más valioso del torneo.
También anotó dos goles en la final de la Copa LG 2002 celebrada en Vietnam, en la que India venció al país anfitrión por 3-2, los goles de Bhutia llegaron a ambos lados del medio tiempo. El torneo de fútbol de los Juegos Afroasiáticos de 2003 vio a India terminar como subcampeón detrás de Uzbekistán. Bhutia anotó dos goles en el torneo, ambos de los cuales llegaron en la victoria por 5-3 en las semifinales de Zimbabue. En la Copa Nehru 2007, Bhutia anotó un penal en una victoria por 6-0 sobre Camboya en el partido inaugural del torneo. También anotó en una victoria por 1-0 sobre Bangladés y una victoria por 3-0 sobre Kirguistán. Bhutia jugó un papel importante en la final ya que estuvo involucrado en la preparación para el gol ganador de N. P. Pradeep contra Siria durante el cual India ganó 1-0 para convertirse en campeones.
El siguiente Campeonato de la SAFF fue exitoso en 2005, donde Bhutia fue capitán, en las etapas de grupo anotó un gol en una victoria por 3-0 sobre Bután, pero no anotó en los otros dos partidos. India avanzó a las semifinales en las que Bhutia jugó en la victoria por 1-0 sobre las Maldivas. La final fue una repetición de la final de 1999, ya que Bangladés era la oposición, y una vez más India triunfó 2–0, durante la cual Bhutia anotó el segundo gol en el minuto 81 desde cerca, luego del primer partido de 33 minutos de Mehrajuddin Wadoo. Recibió el premio al Jugador Más Valioso y también el trofeo Fair Play. El Campeonato SAFF 2008 comenzó con una victoria por 4-0 sobre el vecino Nepal, Bhutia anotó el segundo gol en el minuto 34. Resultó ser el único gol de Bhutia en el torneo, sin embargo, tuvo varias oportunidades de anotar en la semifinal contra Bután, que vio a India ganar 2–1 para llegar a la final. En la final, India no pudo defender su título luego de perder 1-0 ante Maldivas.
Marcó dos veces en la victoria por 2-1 en la Copa de Desafío de la AFC 2008 contra Turkmenistán para llegar a las semifinales. El Snikimese Sniper anotó un gol en la final contra Tayikistán, durante el cual India ganó 4–1 gracias a un triplete de Sunil Chhetri; La victoria también les permitió clasificarse automáticamente para la Copa Asiática AFC 2011. También fue seleccionado como el jugador más valioso del torneo, terminando con tres goles.
La Copa Nehru de 2009 fue importante para Bhutia, ya que logró su número 100 en la India con una victoria por 2 a 1 sobre Kirguistán, convirtiéndose en el primer jugador indio en alcanzar este hito. También anotó el primer gol en este partido para ayudar al equipo a recuperarse de su derrota en el primer día en el Líbano. En el partido contra Sri Lanka, Bhutia anotó nuevamente un gol de apertura que ayudó a India a ganar 3-1 y solidificó sus posibilidades de llegar a la final. Fue juzgado como el "hombre del partido" por su actuación. Bhutia se perdió el partido final del round-robin, ya que India ya tenía garantizado un lugar en el partido decisivo. También fue declarado "Jugador del Torneo" por sus actuaciones estelares en todos los partidos, incluido el decisivo en el que vencieron a Siria en un tiro de penales.
En la Copa Asiática AFC 2011 en Catar, Bhutia se lesionó por sus primeros dos partidos contra Australia y Baréin, pero llegó como suplente en la segunda mitad contra Corea del Sur, pero no pudo salvar a India, perdiendo 4–1 cuando fueron eliminados. Poco después de la Copa Asiática, anunció su retiro para la India el 24 de agosto de 2011 con un récord de 40 goles en 104 partidos.